# German rex
 (juin 2017).
Si vous disposez d'ouvrages ou d'articles de référence ou si vous connaissez des sites web de qualité traitant du thème abordé ici, merci de compléter l'article en donnant les références utiles à sa vérifiabilité et en les liant à la section « Notes et références ».
 (juin 2017).
Le german rex est une race de chat originaire de la province de Prusse-Orientale (aujourd'hui en Russie baltique). Ce chat de taille moyenne est caractérisé par sa robe au poil court, ondulé et très doux.

## Origines
On pense que le german rex est la première race de chat à poils frisés ou ondulés. Le premier sujet a été découvert au tout début des années 1930 par Erna Schneider à Königsberg. Elle appela cette chatte Kater Munk et on pense que les parents étaient une mère persan de couleur bleue et un père bleu russe, cependant rien ne peut le prouver. Dans tous les cas, elle portait elle-même cette robe bleue. On pense qu'il y avait également deux mâles issu de la même portée mais qui furent castrés rapidement. On ne sait pas si elle eut des chatons, mais elle mourut en 1944 ou 1945. 
Plus tard, en 1951, le docteur Rose Scheuer-Karpin remarqua dans le jardin de l'hôpital où elle travaillait à Buch (actuellement Pankow) une chatte frisée noire et blanche. Elle l'appela Lämmchen (qui signifie « petit agneau »). Elle eut des portées et c'est en la croisant avec un de ses fils que le docteur Scheuer-Karpin obtint d'autres chatons au poil ondulé et particulièrement doux. L'élevage commença ainsi. 
Lämmchen mourut en 1964 ou 1967 et laissa derrière elle un certain nombre de chats aux poils frisés ou de chats Métis. On ne sait pas si elle avait un lien de parenté avec Kater Munk mais on pense que c'est possible grâce à la forte immigration allemande de cette époque.
On croisa souvent les descendants de Lämmchen avec des cornish rex pour améliorer cette race qui avait alors des problèmes de peau. 
En 1986, une chatterie allemande racheta les trois derniers descendants de Lämmchen afin d'éviter l'extinction de la race. 
La race a été reconnue par la FIFé et le LOOF sous le nom de german rex. La CFA par contre l'associe au cornish rex.
Cette race reste très rare actuellement, mais quelques éleveurs allemands travaillent depuis 1999 au développement de ce chat. Pour éviter trop de consanguinité, des mariages avec des chats à poils lisses sont pratiqués. Il existe désormais des élevages en Russie, en Suède, en Finlande et aux Pays-Bas. Rose Scheuer-Karpin, considérée comme la fondatrice de la race, vit toujours en Allemagne.

## Standards
Contrairement aux autres races à poils frisés comme le devon rex ou le cornish rex qui ont tendance à avoir un physique proche des chats orientaux, le german rex garde un physique proche de celui de l'européen.
Le corps est musclé avec une poitrine large et un dos droit, les pattes sont de longueur moyenne et plutôt fines avec des pieds ronds. La queue est assez épaisse, de longueur moyenne et elle s'affine en allant vers l'extrémité.

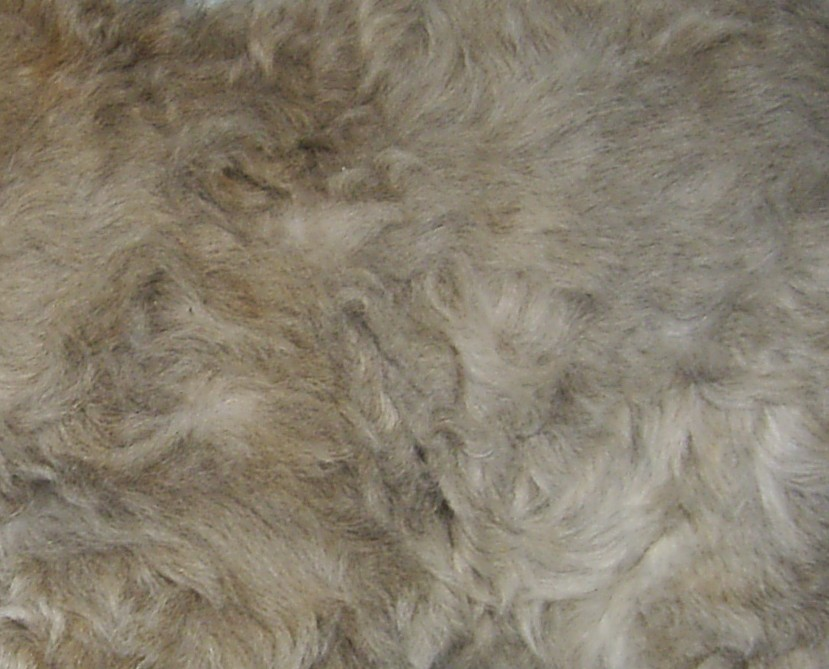
Fourrure ondulée du german rex.

La tête est plus longue que large mais tout de même assez ronde, avec des joues bien visibles. Le front et le crâne sont arrondis et le nez est droit et d'une longueur moyenne. Le museau est fort, les yeux de forme ovale et placés un peu de biais. Toutes les couleurs sont acceptées du moment qu'elles sont assorties à la robe. Les oreilles sont larges à leur base et le bout est arrondi. Elles sont de taille moyenne et leur face extérieur doit être bien couverte de poils fins mais denses, tandis que le côté interne doit être peu poilu.
La fourrure est caractéristique. Elle est comme celle du cornish rex mais les boucles sont plus serrées et denses. Elle doit être courte et veloutée au toucher et ondulée comme des vagues. Le german rex n'a pas de poils de garde et ses moustaches sont courtes et frisées. Toutes les couleurs sont acceptées à l'exception de chocolat, cannelle, faon et lila dans des motifs traditionnels (pas de colourpoint).
Les croisements avec des chats européens sont autorisés par le LOOF.

### Sources
- (en) Cet article est partiellement ou en totalité issu de l’article de Wikipédia en anglais intitulé « German Rex » (voir la liste des auteurs).